# Departamento Nacional de Investigaciones
El Departamento Nacional de Investigaciones, más conocido por sus siglas DNI, es la agencia de inteligencia de la República Dominicana. Depende de las Fuerzas Armadas Dominicanas y estaba autorizado a realizar cualquier investigación a cualquier persona dentro del territorio de la República Dominicana que sea considerado una amenaza a la constitución y la soberanía nacional.

## Historia
El Departamento Nacional de Investigaciones se creó originalmente durante la dictadura de Rafael Leónidas Trujillo Molina en la década de los 50 bajo el nombre de Servicio de Inteligencia Militar, organismo que se encargaba de perseguir y oprimir a los opositores del régimen del dictador Trujillo, además de silenciar a las masas y frustrar los planes anti-trujillistas.
Con la muerte de Rafael Leónidas Trujillo Molina, el 15 de enero de 1962, fue creada la Dirección General de Seguridad (DGS),  vigente hasta el 20 de marzo de 1964, cuando mediante la ley 196 el Triunvirato creó el actual DNI,  adscrito a la Presidencia de la República.
A la llegada a la presidencia de Joaquín Balaguer inmediatamente un grupo de personas forman los llamados calieses una extensa red de personas, desde vendedores ambulantes hasta importantes personalidades pertenecían a este secreto y aparentemente "sin reglas" servicio de Inteligencia, sin embargo oprimió a los dominicanos durante más de 22 años.
Poco antes de entregar la presidencia a Antonio Guzmán, Joaquín Balaguer cambia el débil DNI (formalmente creado) a un organismo oficial y dependiente de las Fuerzas Armadas Dominicanas bajo los siguientes puntos:

EL CONGRESO NACIONAL

En Nombre de la República

NÚMERO 857
 
HA DADO LA SIGUIENTE LEY
 
Articulo 1 .- El Departamento Nacional de Investigaciones, 
estará bajo la dependencia de las Fuerzas Armadas, con el 
propósito de propender al cumplimiento de la Constitución y 
las leyes y a preservar las Instituciones del Estado.
 
Este Departamento tendrá facultad para investigar cualquier 
acto cometido por personas, grupos o asociaciones, que atenten 
contra la Constitución y las Leyes de la República, las 
instituciones del Estado o que traten de establecer una forma 
de gobierno totalitario.
Fragmento de la Ley 857 del 22 de Julio de 1978 que crea al DNI

Desde entonces ha quedado formalmente instituida y ha jugado importantes roles en golpes hacia el Narcotráfico, Lavado de activos, Terrorismo y entidades que han podido poner en peligro la soberanía nacional tal y como lo establece en la ley antes vista.
Los rumores y especulaciones en torno al DNI son muchos, se dice que sus miembros son personas muy inteligentes y están diseminadas por cualquier parte desde Parques hasta las Universidades, los pocos miembros que se han visto en público están identificados y pertenecen a la vez al Ministerio Público, el tema de sus miembros se ha mantenido en un gran hermetismo, aunque se sabe que cuentan con tecnología de punta.